# Kay Bailey Hutchison
Kathryn Ann Bailey Hutchinson (Galveston (Texas), 22 juli 1943) is een Amerikaanse politica. Zij was een Republikeins senator voor de staat Texas.

## Levensloop
Hutchinson groeide op Texas. Ze scheidde van haar eerste man. In 1978 trouwde ze met Elton Ray Hutchinson (1932-2014). Hij had twee kinderen uit een eerder huwelijk. Samen adopteerden zij nog twee kinderen.
Ze behaalde in 1962 een bachelor aan University of Texas, en in 1967 een doctoraat in de rechten aan dezelfde school. Na haar afstuderen ging ze voor een tv-station in Houston werken als politiek en juridisch redacteur.

## Politieke carrière
In 1972 werd Hutchinson gekozen in het Huis van Afgevaardigden van de staat Texas. Van 1976 tot 1978 was ze vicepresident van het National Transportation Safety Board. In 1982 stelde ze zich kandidaat voor het Huis van Afgevaardigden, maar verloor de verkiezingen. Hutchinson verliet tijdelijk de politiek en werd een succesvol zakenvrouw.
In 1990 werd ze gekozen als minister van Financiën van de staat Texas. In 1993 stelde ze zich kandidaat voor de vrijgekomen senaatszetel van Bob Krueger. Bij haar verkiezing had Hutchinson aangekondigd slechts twee termijnen zitting te nemen in de senaat. Dit was bedoeld als steun aan mogelijke wetgeving waarin een maximumtermijn voor Congresleden zou worden vastgesteld. Hutchinson kwam terug op haar belofte toen deze wetgeving niet werd doorgevoerd, met als argument dat ze de belangen van Texas zou schaden wanneer ze zou aftreden.
Kort na haar overwinning werd Hutchinson aangeklaagd door de staat Texas, omdat zij in haar positie van minister van Financiën overheidsmateriaal en ambtenaren had gebruikt bij haar campagne. De rechter wees deze aanklacht echter af.
Er verscheen in 2004 een boek van de hand van Hutchinson met als titel American Heroines: The Spirited Women Who Shaped Our Country.
Hutchinson heeft geen overduidelijke mening over abortus, zoals de meeste gekozen Republikeinen uit Texas. Ze heeft ook voorgesteld een verbod op handwapens voor het District of Colombia op te heffen. Dit kwam haar op kritiek te staan van lokale politici en burgers die stelden dat ze ook “prima konden leven zonder Hutchinson en haar voorstellen”. Deze voorstellen haalden het dus ook niet.
Hutchinson heeft meer campagnebijdragen van gas- en oliebedrijven ontvangen dan welk ander lid in het Congres dan ook. In 2005 stemde ze tegen een verbod voor het boren naar olie in een natuurreservaat in Alaska. In 2005 stemde ze ook tegen extra belasting op gas en olie. In 1999 maakte ze bezwaar tegen financiering voor onderzoek naar windenergie, alhoewel ze later heeft aangegeven de zoektocht naar alternatieve energie te steunen.
De naam van Hutchinson zong ook rond als mogelijke running mate voor de Republikeinse genomineerde voor het presidentschap. In 2010 stelde Hutchinson zich verkiesbaar voor het gouverneurschap van Texas. Bij de Republikeinse voorverkiezingen werd zij echter ruim verslagen door de zittende gouverneur Rick Perry.
- Gemeinsame Normdatei: 119191504
- International Standard Name Identifier: 0000 0000 7905 6293
- Library of Congress Control Number: n93076750
- National Archives and Records Administration: 10573374
- Nationale Bibliotheek van Tsjechië: mzk2005279222
- SNAC: w6tc1z92
- Système universitaire de documentation: 112145655
- Biographical Directory of the United States Congress: H001016
- Virtual International Authority File: 84615935
- WorldCat: E39PBJxmGjbr8CBFhgmRGRcgKd